# Magnus Sheffield
Magnus Sheffield (Pittsford, Nueva York, 19 de abril de 2002) es un ciclista estadounidense que corre para el equipo INEOS Grenadiers de categoría UCI WorldTeam.

## Trayectoria
En el año 2019 logró la tercera posición en la Ruta masculina junior de los campeonatos mundiales de Ciclismo en Yorkshire.
En octubre de 2020 se hizo oficial su salto al profesionalismo tras fichar por el Rally Cycling para la temporada 2021. No la completó entera, ya que el 18 de agosto dejó de pertenecer al equipo.

## Palmarés
2019 (como júnior)
- 1 etapa de la Keizer der Juniores Koksijde, Juniors
- 3.º en el Campeonato Mundial en Ruta junior

2022
- 1 etapa de la Vuelta a Andalucía
- Flecha Brabanzona
- 2.º en el Campeonato de Estados Unidos Contrarreloj
- 3.º en el Campeonato de Estados Unidos en Ruta
- 1 etapa de la Vuelta a Dinamarca

2025
- 1 etapa de la París-Niza

## Resultados en Grandes Vueltas y Campeonatos del Mundo
Durante su carrera deportiva ha conseguido los siguientes puestos en las Grandes Vueltas y en los Campeonatos del Mundo en carretera:
| Carrera              | Carrera              | 2021 | 2022 | 2023 | 2024 |
| -------------------- | -------------------- | ---- | ---- | ---- | ---- |
|                      | Giro de Italia       | —    | —    | —    | 59.º |
|                      | Tour de Francia      | —    | —    | —    | —    |
|                      | Vuelta a España      | —    | —    | —    | —    |
| Mundial en Ruta      | Mundial en Ruta      | —    | 78.º | —    | 47.º |
| Mundial Contrarreloj | Mundial Contrarreloj | —    | 17.º | —    | 13.º |

—: no participa

Ab.: abandono

## Equipos
- Hot Tubes Cycling[5] (2019-2020)
- Rally Cycling (2021)
- INEOS Grenadiers (2022-)